# Teatro Alexander Duchnovič
El Teatro Alexander Duchnovič (en eslovaco: Divadlo Alexandra Duchnoviča) está situado en la localidad de Prešov, y es el único teatro de Eslovaquia en ofrecer obras en la lengua Rusyn.
El teatro Alexander Duchnovič fue fundado en 1945 como teatro nacional ucraniano (la lengua Rusyn fue prohibida oficialmente en esa época). En 1990, después de la revolución de terciopelo y la caída del comunismo en Checoslovaquia, pasó a llamarse en honor de un sacerdote y activista social de la lengua Rusyn y de las naciones ucranianas llamado Alexander Duchnovič (Oleksandr Dukhnovych).